# Stade de football de Suita
Le Stade de football de Suita (市立吹田サッカースタジアム) actuellement appelé Stade Panasonic Suita est un stade de football, situé à Suita, dans la préfecture d'Osaka au Japon. Il est principalement utilisé pour les rencontres à domicile du club de Gamba Ōsaka. Il remplace l'ancien stade utilisé par le club, le Stade de l'Expo '70 d'Osaka.

## Histoire
La construction du stade débute le 13 décembre 2013. L'ancien stade du club, le Stade de l'Expo '70 d'Osaka, n'était plus conforme aux critères définis par la ligue de football professionnel au Japon. On peut noter, par exemple, le manque d'une toiture pour couvrir les spectateurs. On peut également citer le vieillissement du stade et le non-respect des normes internationales de la FIFA. Gamba a dû disputer la Coupe Suruga Bank 2008 dans le stade de son rival, le Nagai Stadium occupé par le Cerezo Osaka.
La construction du nouveau stade permet de remplir trois objectifs. Le premier de ceux-ci est de posséder un stade de football à Ōsaka qui réponde aux critères de la FIFA pour pouvoir organiser des matchs et des compétitions internationaux. Le deuxième est que le stade puisse accueillir les nombreux supporters du club. Et le dernier est que tous les habitants d'Osaka puissent profiter d'un match de football à Osaka.
Une cérémonie a eu lieu pour célébrer la fin des travaux le 10 octobre 2015 en compagnie des personnes ayant contribué au financement du stade,.
Le premier match s'est joué le 14 février 2016 avec une victoire 3-1 sur le club de Nagoya Grampus. La première rencontre officielle qui s'est déroulée dans le stade est un match de J-League opposant le Gamba aux Kashima Antlers. Les Kashima Antlers remportent le match sur le score d'un but à zéro.

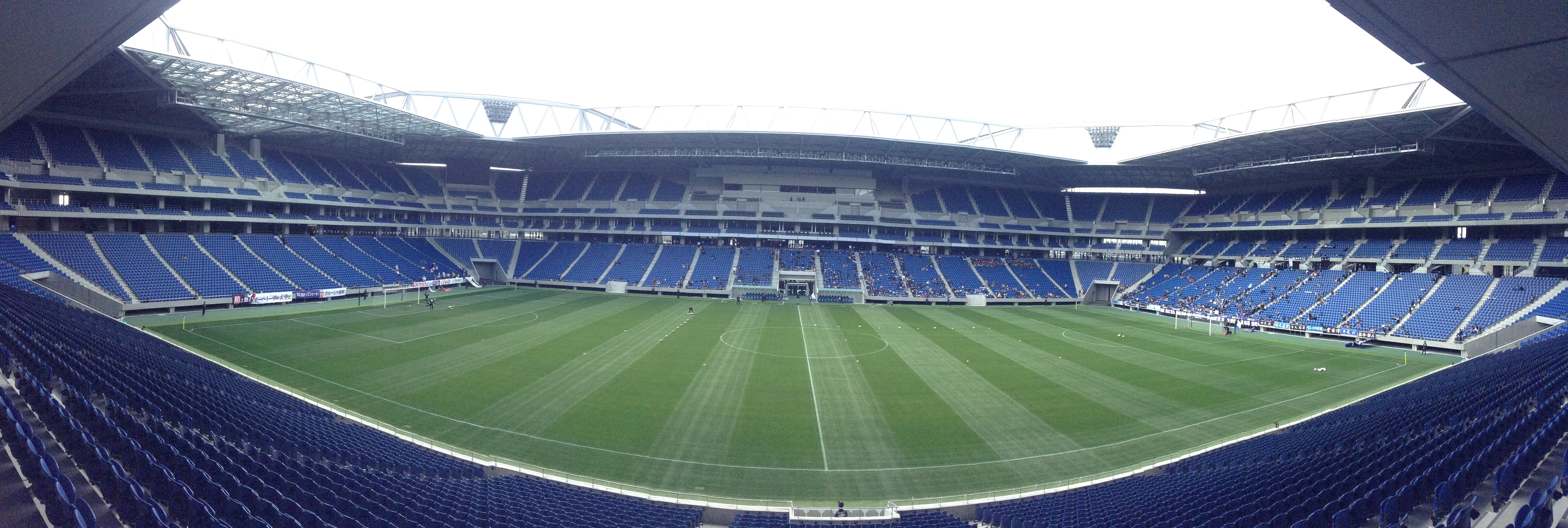
Panorama du stade.

## Financement
Le stade est financé de manière inédite. Le club de la région du Kansai a essayé de financer son stade à travers la collecte de fonds, au lieu de compter uniquement sur les administrations locales. En 2010, le club annonce qu'un organisme de financement a été lancé et que le projet a bel et bien débuté. La majorité des fonds collectés a été fournie par des entreprises comme Panasonic, l'un des plus grands sponsors du club. Les 721 entreprises participantes ont permis de récolter 9 950 186 535 yens.
La population, en particulier les supporters du club, a aussi participé au financement du stade ; même si les dons ont été plus minimes, la somme récoltée est d'environ 622 millions de yens. En donnant de l'argent pour les frais de construction du stade, les contribuable ont pu bénéficier d’allègements fiscaux. La période de collecte de fonds a débuté en avril 2012 et s'est achevée en mars 2015.

## Événements

### Coupe Kirin 2016
Le Suita City Football Stadium a accueilli la trente-deuxième édition de la Coupe Kirin le 7 juin 2016. Le stade a accueilli le match pour la troisième place ainsi que la finale de la compétition.
| Équipe 1 | Résultat | Équipe 2           | Tour                   | Affluence |
| -------- | -------- | ------------------ | ---------------------- | --------- |
| Danemark | 4 - 0    | Bulgarie           | Match pour la 3e place | 14 223    |
| Japon    | 1 - 2    | Bosnie-Herzégovine | Finale                 | 35 589    |

### Coupe du monde des clubs de la FIFA 2016
Le Suita City Football Stadium a accueilli la treizième édition de la Coupe du monde des clubs de la FIFA, qui s'est tenue du 8 décembre au 18 décembre 2016. Le stade a accueilli les quarts de finale, le match pour la cinquième place ainsi qu'une demi-finale.
| Date             | Heure | Équipe 1                  | Résultat | Équipe 2             | Tour                          | Affluence |
| ---------------- | ----- | ------------------------- | -------- | -------------------- | ----------------------------- | --------- |
| 11 décembre 2016 | 16:00 | Jeonbuk Hyundai Motors FC | 1-2      | Club América         | Quarts de finale              | 14 587    |
| 11 décembre 2016 | 19:30 | Mamelodi Sundowns FC      | 0-2      | Kashima Antlers      | Quarts de finale              | 21 702    |
| 14 décembre 2016 | 16:30 | Jeonbuk Hyundai Motors FC | 4-1      | Mamelodi Sundowns FC | Match pour la cinquième place | 5 938     |
| 14 décembre 2016 | 19:30 | Atlético Nacional         | 0-3      | Kashima Antlers      | Demi-finales                  | 15 050    |

## Divers
Le stade fait partie des nouveaux stades disponibles dans le jeu FIFA 17 à la suite de l'intégration de la Meiji Yasuda J1 League. Le stade sera également disponible dans la démo du jeu,.
Le stade apparait aussi dans FIFA 19 et FIFA 20

## Galerie

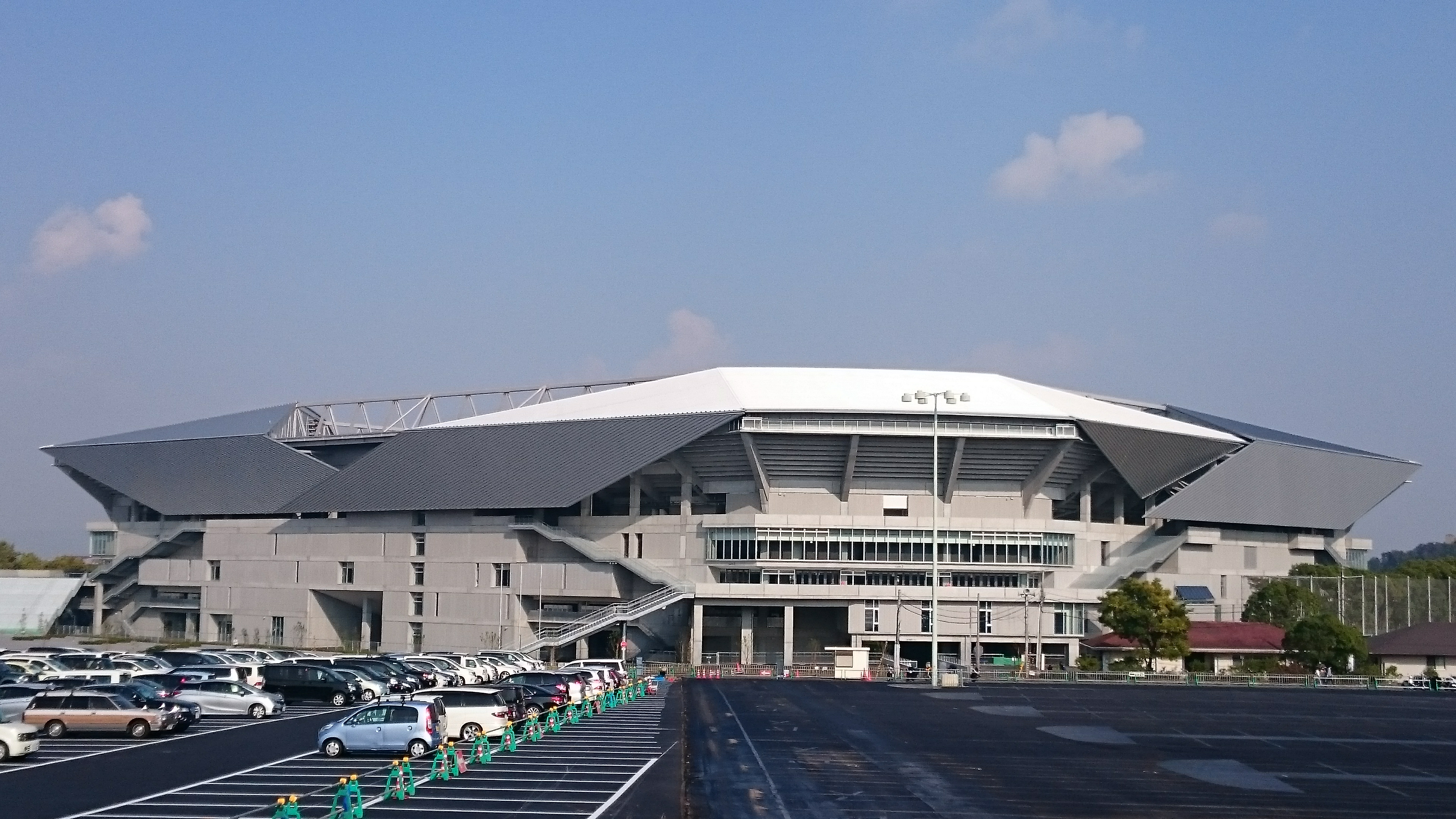
Vue extérieure du Suita City Football Stadium
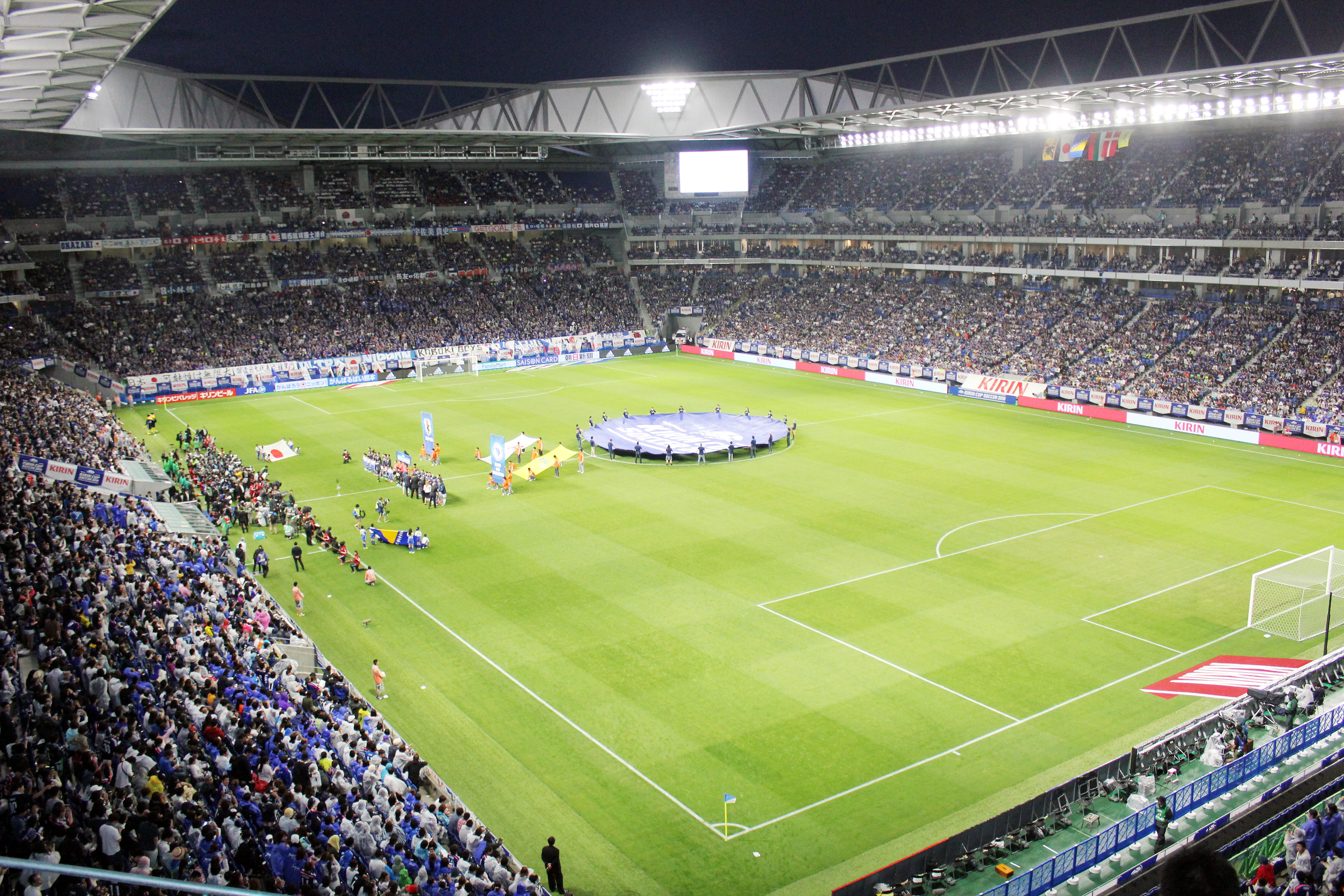
La finale de la coupe Kirin 2016 au Suita City Football Stadium